# Pierre Puget
Pierre Paul Puget (16. října 1620 nebo 31. října 1622 Marseille – 2. prosince 1694 Marseille) byl francouzský barokní sochař, malíř, architekt a inženýr. Jeho sochařská díla naplněná emocemi, patosem a dramatičností se vymykala klasičtějšímu a akademičtějšímu stylu Versailleské školy.

## Život

### Mládí a studia v Itálii
Puget se narodil v marseillské čtvrti Panier jako syn kameníka. Nejprve se vyučil řezbářem a ve čtrnácti letech začal pracovat na zdobení galér v marseillských loděnicích. V roce 1640 odcestoval do Itálie, kde tři roky pracoval v ateliéru Pietra da Cortony v Římě a podílel se na výzdobě stropů paláců Pitti ve Florencii a Barberini v Římě. Po návratu do Marseille pokračoval v umělecké tvorbě, mimo jiné na výzdobě lodí. Od poloviny 50. let se plně věnoval sochařství. Výrazněji se prosadil portálem radnice v Toulonu (1657) s postavami mohutných nosičů břemen.

### Tvorba pro Fouqueta a pobyty v Janově
V roce 1659 získal Puget první významnou sochařskou zakázku pro šlechtice Girardina v Normandii. O rok později odcestoval do Janova pořizovat mramor na další zakázku, tentokrát od vlivného ministra financí Nicolase Fouqueta. Pro Fouquetovu zahradu ve Vaux-le-Vicomte vytvořil několik soch, včetně známého Herkula Galského (nyní v Louvru). Mocenský souboj mezi Fouquetem a Colbertem však vedl k Fouquetovu zatčení roku 1661. Puget zůstal do roku 1669 v Itálii, zejména v Janově, kde vytvořil mj. monumentální sochy sv. Šebestiána a biskupa Paoliho pro kostel S. Maria di Carignano.

### Činnost pro francouzské námořnictvo
Po návratu do Francie se Puget na čas stal hlavním dekoratérem francouzského námořnictva. Pro námořní arzenál v Toulonu navrhl četné dekorace lodí, včetně výzdoby nového bojového plavidla Royal Louis (1668–69). Prosadil zde důraz na dramatickou výzdobu a patetické ztvárnění lidského těla, což souviselo s jeho touhou povznést uměleckou reputaci námořnictva. Jeho představy se však lišily od Colbertových, který preferoval spíše střídmý styl bez zbytečných dekorací. To nakonec vedlo k Pugetovu odchodu z námořnictva.

### Závěr života
Puget nadále aktivně působil ve svém rodném městě. Pro Marseille například navrhl budovu La Vieille Charité (1679) a v Aix-en-Provence projektoval řadu městských domů.

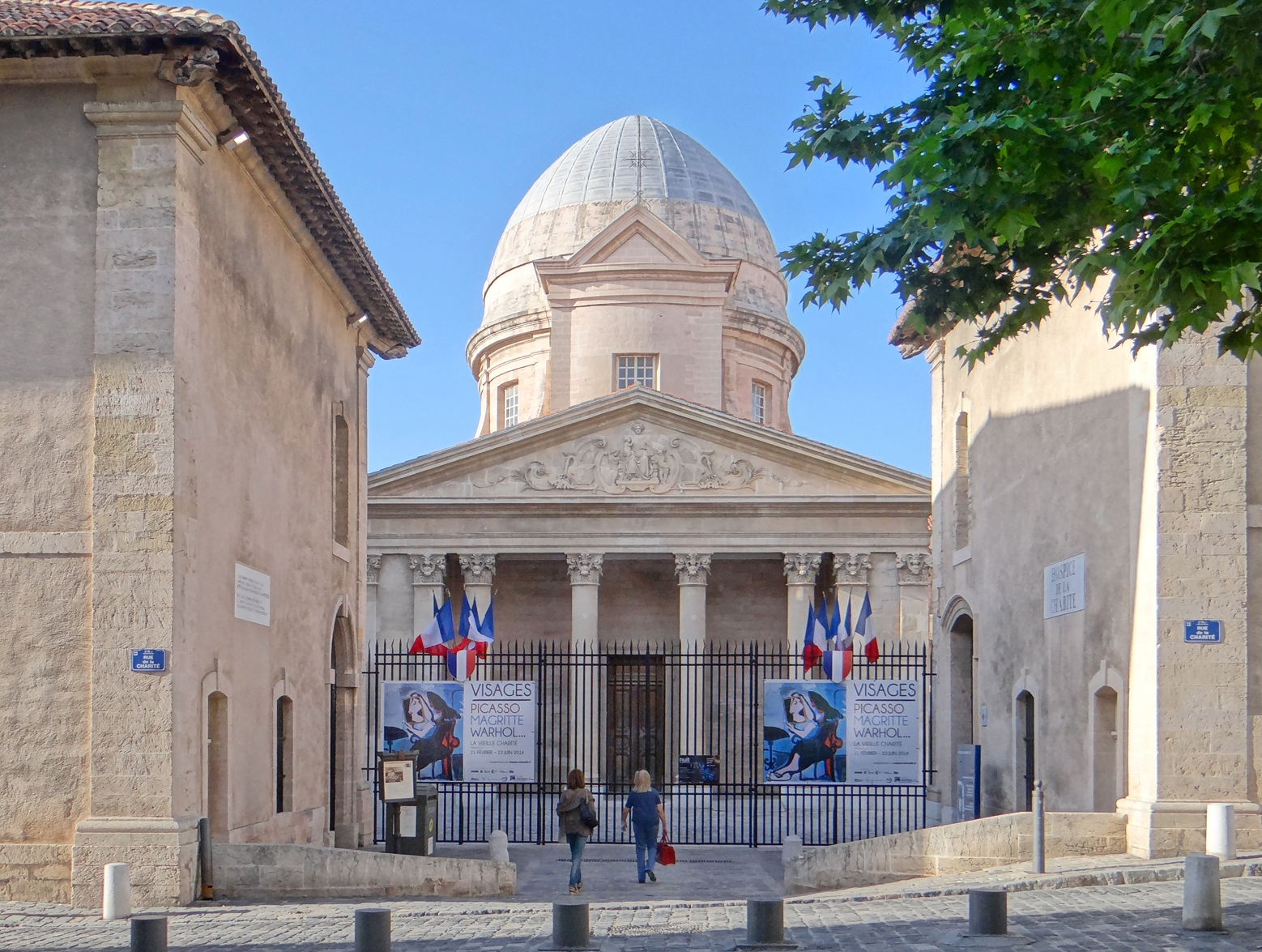
La Vieille Charité v Marseille

Až na konci života získal od Colberta prestižní sochařskou zakázku pro zahrady ve Versailles. V letech 1676–82 vytvořil monumentální sochu Mylón z Krotónu uchvacujícím zpracováním dávného námětu ze života tohoto antického atleta. Poté následovaly další velká díla: basreliéf Alexandr Veliký a Díogenés (1685) a sousoší Perseus a Andromeda (1684, všechny nyní v Louvru).

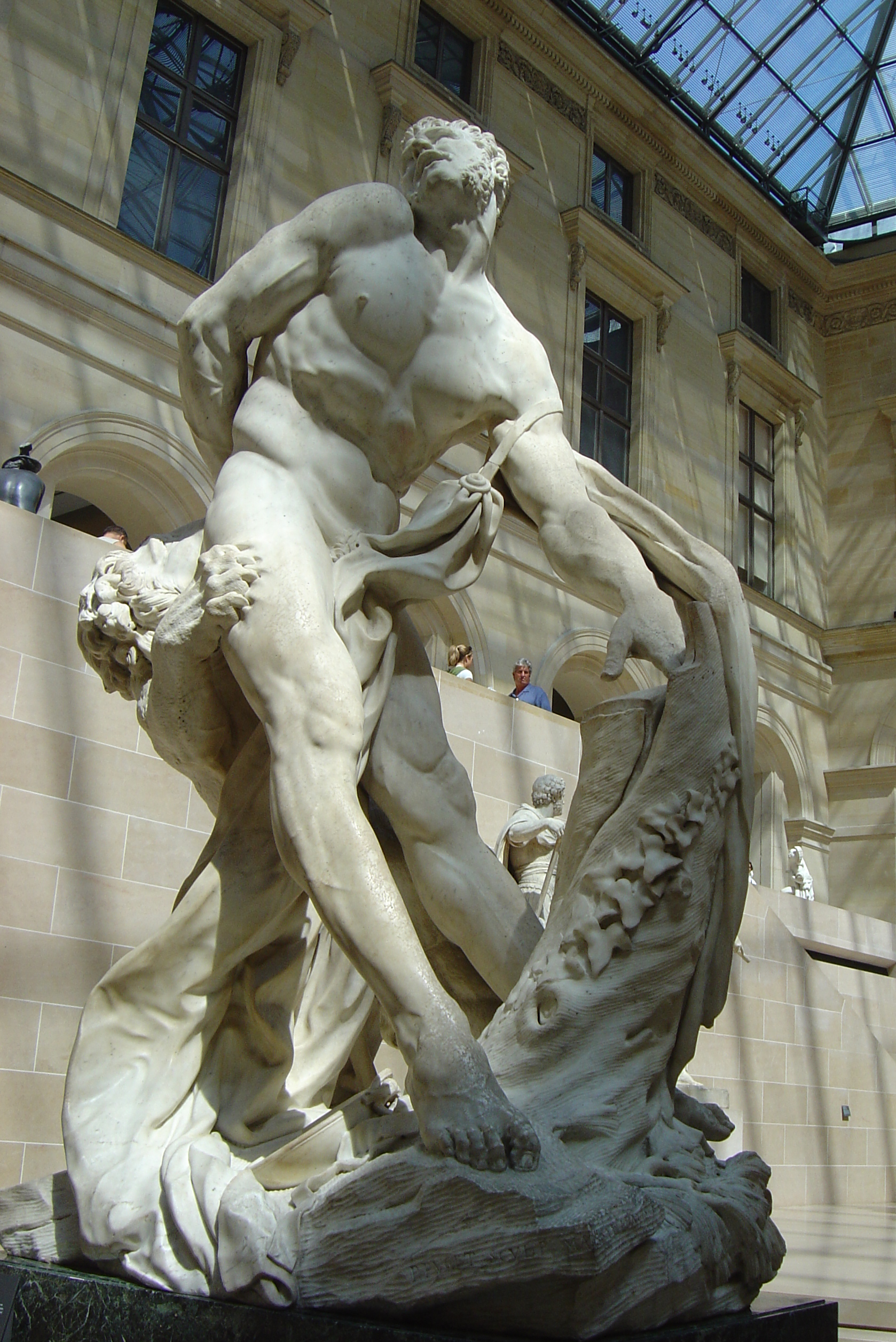
Mylón z Krotónu, Louvre

Svůj náročný ambiciózní návrh na přestavbu náměstí u marseillského přístavu s mohutnou sochou Ludvíka XIV. nedokázal prosadit oproti zjednodušenému plánu Hardouina-Mansarta. Jeho poslední dílo, nedokončený reliéf Mor v Marseille, bylo instalováno v radniční síni města, v němž Puget 2. prosince 1694 zemřel.

## Dílo
Pugetovo sochařství vynikalo schopností vyjádřit dramatické a patetické emoce lidského těla, což jej odlišovalo od soudobých oficiálních směrů klasicistní tradice Versailleské školy akademického sochařství pod vlivem Françoise Girardona a Charlese Le Bruna. Zejména v pozdějších dílech pro okolí Ludvíka XIV. se projevil jako průkopník a vrcholný představitel francouzského barokního sochařství. Jeho tvorba ovlivnila další vývoj tohoto směru ve Francii.
Typickými znaky Pugetova sochařského stylu jsou dynamické, expresivní a živelné ztvárnění lidských postav, smělé kompozice zachycující okamžik dramatického dění a silný naturalismus. Mistrovské zvládnutí technik sochařské práce s mramorem mu umožňovalo působivé ztvárnění svalnatých, mohutných těl a patetických gest. Svou volbou námětů ze světa antické mytologie i biblických příběhů navazoval na vzory italského baroka.
Velkými díly, která dodnes patří k vrcholům barokní sochařské tvorby, jsou jeho sochy Mylón z Krotónu a sousoší Perseus a Andromeda vystavené v Louvru. Obě zachycují pocity a patetický okamžik dějového zvratu velmi expresivním a naturalistickým způsobem. Mylón přepadený lvem, výrazně projevuje bolest a strach. Perseus naopak ztělesňuje ideál fyzické síly a mužné krásy známý již z antických soch.

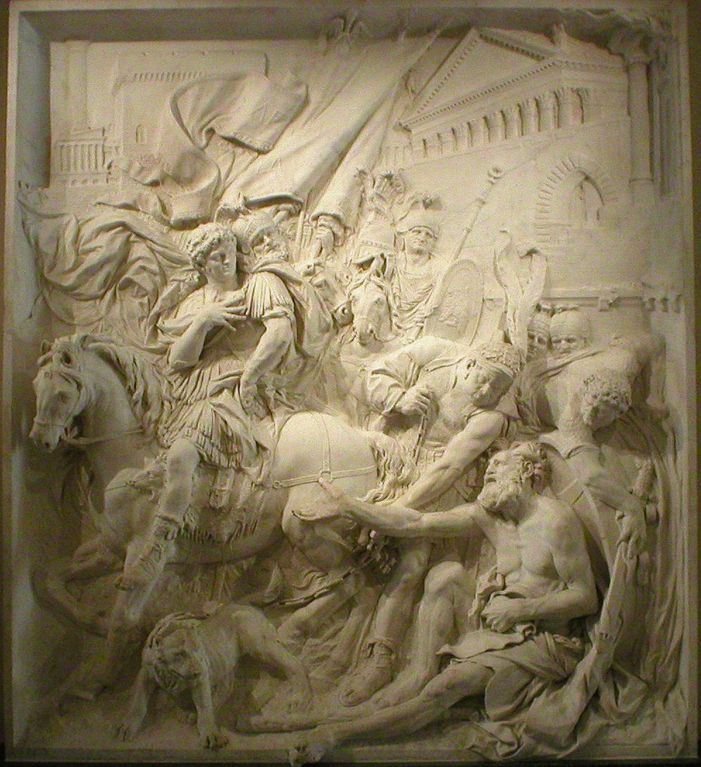
Basreliéf Alexandr a Díogenés

Svébytným dílem jsou Pugetovy velkolepé návrhy přístavních budov a námořních dekorací. Puget v nich uplatnil svůj osobitý smysl pro velkorysé monumentálně pojaté prostory a dynamické architektonické prvky. Hlavní ukázkou tohoto směru je budova La Vieille Charité v Marseille.
Jako malíř Puget vynikl zejména řadou obrazů s náboženskými náměty, jako byl rozměrný obraz Křest Konstantinův (1653) pro marseillskou katedrálu. Jeho malířský styl vycházel z vlivů Tiziana, Carracciho a Rubense.
Pugetovy zaníceně prosazované umělecké názory a velkorysé vize jakož i osobní ambice jej přiváděly do sporů s mocnými osobnostmi typu Colberta a Mansarta. Jeho pozoruhodný umělecký talent se přesto dokázal uplatnit zejména v řadě mistrovských sochařských realizací.